# 圣瓦斯特昂绍塞
圣瓦斯特昂绍塞（法語：Saint-Vaast-en-Chaussée）是法国皮卡第大区索姆省的一个市镇，属于亚眠区维莱博卡日县。该市镇2009年时的人口为495人。

## 人口
圣瓦斯特昂绍塞人口变化图示
| 数据来源：INSEE |